# Sandy Ground (New York City)
Sandy Ground ist ein Stadtviertel im Südwesten des Stadtbezirks Staten Island, New York City.

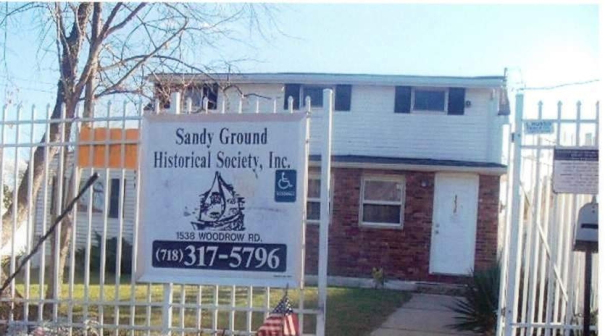
Sandy Ground Historical Museum

## Lage
Sandy Ground verläuft entlang der Bloomingdale Road zwischen den heutigen Stadtteilen Rossville und Charleston. Das Gebiet befindet sich auf einer sandigen Erhebung zwischen dem Arthur Kill und der Raritan Bay, was auch zum Namen „Sandy Ground“ (deutsch: sandiger Boden) führte.

## Demografie
Sandy Ground war historisch eine der bedeutendsten afroamerikanischen Siedlungen im Nordosten der USA. In seiner Blütezeit im späten 19. Jahrhundert lebten hier über 150 afroamerikanische Familien, die fast ausschließlich Eigentümer von Häusern, Grundstücken und Booten waren. Heute leben weniger als zehn Nachkommen dieser Familien im Viertel, doch das kulturelle Erbe ist weiterhin präsent.

## Geschichte
Sandy Ground wurde 1833 von afroamerikanischen Austernfischern gegründet, die aus Maryland vor diskriminierenden Gesetzen flohen. In Maryland war es Schwarzen verboten, eigene Boote zu besitzen oder zu führen, weshalb viele nach New York auswanderten, wo die Sklaverei bereits 1827 abgeschafft war. Die Siedler fanden in den austernreichen Gewässern von Staten Island eine neue Existenzgrundlage. Sandy Ground entwickelte sich rasch zu einer wohlhabenden Gemeinde: Die Bewohner betrieben neben dem Fischfang auch Landwirtschaft und verkauften ihre Produkte wie Erdbeeren, Tomaten und Spargel auf den Märkten Manhattans. Im Laufe der Zeit entstanden weitere Berufe wie Schmiede, Bootsbauer und Korbmacher, die eng mit dem Austernhandel verbunden waren.
Das Viertel gilt als älteste durchgehend bewohnte freie afroamerikanische Siedlung der USA und wurde zu einem wichtigen Zentrum für die afroamerikanische Bevölkerung New Yorks. Die Gemeinde war zudem eng mit der lokalen AME Zion Church verbunden, die als religiöses und gesellschaftliches Zentrum diente.